# Edwin B. Babbitt

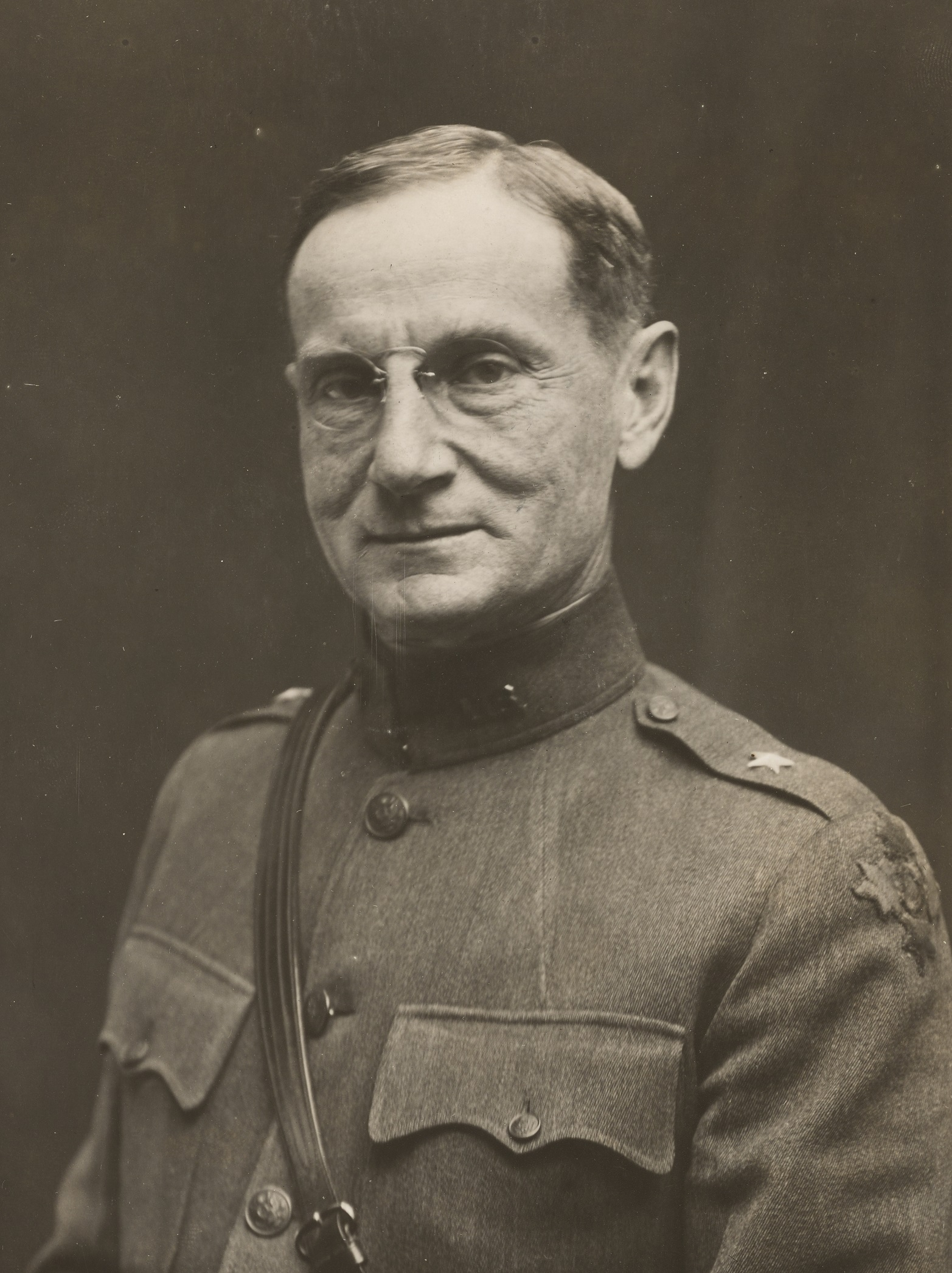
Edwin B. Babbitt

Edwin Burr Babbitt (* 26. Juli 1862 in Watervliet, New York; † 9. Dezember 1939 in Santa Barbara, Kalifornien) war ein Generalmajor der United States Army. Er war unter anderem Kommandeur der 3. Infanteriedivision.
Edwin Babbitt war ein Sohn von Oberst Lawrence Sprague Babbitt (1839–1903) und dessen Frau Francis Pamela McDougall (1842–1923). In den Jahren 1880 bis 1884 besuchte er die United States Military Academy in West Point. Nach seiner Graduation wurde er als Leutnant der Artillerie zugeteilt. In der Armee durchlief er anschließend alle Offiziersränge vom Leutnant bis zum Zwei-Sterne-General.
Nach seinem Abschluss an der Militärakademie besuchte er fünf Jahre lang die Artillery School. In den folgenden Jahren versah er den für Offiziere in den entsprechenden Rangstufen üblichen Dienst in verschiedenen Einheiten und Standorten. Dazu gehörten auch Aufgaben als Stabsoffizier in verschiedenen Hauptquartieren. Über eine eventuelle Verwendung im Spanisch-Amerikanischen Krieg und im Philippinisch-Amerikanischen Krieg wird in den Quellen nichts vermerkt.
Nach dem Eintritt der Vereinigten Staaten in den Ersten Weltkrieg war Babbitt zunächst Stabsoffizier beim Chief of Ordnance. Danach gehörte er ab dem Frühjahr 1918 zu den American Expeditionary Forces, mit denen er auf dem europäischen Kriegsschauplatz eingesetzt war. Dort kommandierte er im Rang eines Brigadegenerals die 4. Artilleriebrigade. Er war unter anderem an der Maas-Argonnen-Offensive und an der Schlacht von St. Mihiel beteiligt. Für seine militärischen Leistungen wurde ihm die Army Distinguished Service Medal verliehen.
Nach dem Krieg setzte Edwin Babbitt seine Offizierslaufbahn fort. Zwischen Juli und Oktober 1921 sowie nochmals zwischen April und September 1923 kommandierte er die Panama Canal Division. Es folgte seine Beförderung zum Generalmajor. Im November 1923 erhielt er das Kommando über die 3. Infanteriedivision, das er bis zum Mai 1924 als Nachfolger von Ulysses G. McAlexander innehatte. Die Division war damals in Fort Lewis, das damals noch als Camp Lewis bezeichnet wurde, im Bundesstaat Washington stationiert. Noch im Jahr 1924 schied Babbitt aus dem aktiven Militärdienst aus.
Edwin Babbitt starb am 9. Dezember 1939 in Santa Barbara und wurde auf dem Nationalfriedhof Arlington beigesetzt.